# Herzele
Herzele este o comună neerlandofonă situată în provincia Flandra de Est, regiunea Flandra din Belgia. Comuna Herzele este formată din localitățile Herzele, Borsbeke, Hillegem, Ressegem, Sint-Antelinks, Sint-Lievens-Esse, Steenhuize-Wijnhuize și Woubrechtegem. Suprafața sa totală este de 47,40 km².  La 1 ianuarie 2008 avea o populație totală de 16.999 locuitori. 